# Khsathrita
Khsathrita (óperzsa 𐎳𐎼𐎺𐎼𐎫𐎡𐏁 fa-ra-va-ra-ta-i-ša, normalizált alakban Fravartiš, elámi Pirumartiš, asszír Kaštarita, babiloni Parumartiš) méd törzsfő, a Méd Birodalom megalapozója. Óperzsa neve alapján azonosítják a Hérodotosz által említett ifjabb Phraortész nevével, Déiokész fiával.
A méd törzsszövetség Daiakku uralkodásának második felében, vagy Khavakhsatra uralkodása idején nehéz időket élt át. Asszíria szövetséget kötött a szkítákkal, amelynek következtében legyőzték a médeket és adófizetésre, mindenekelőtt lovak szállítására kötelezték őket. A kimmerek viszont Teuspa király vezetésével a médeket támogatták. I. e. 673-ban Iránban általános felkelés tört ki. E lázadás vezetői között tűnt fel Khsathrita, a médek vezére. Neve a *xšaθra (vezető) vagy xšayaθia (király) szavakkal állhat kapcsolatban, így felvett név lehet, a méd nyelv azonban nagyon kevéssé ismert. Az asszír Kaštarita névalak ezzel is kapcsolatban állhat.
Az asszírok elleni felkelés sikeres volt. Asszíria a törzsterületeit is alig tudta megvédeni, a szkíta támogatás is csak arra volt elegendő, hogy a méd–kimmer szövetség ne törjön be Mezopotámiába. Asszíria i. e. 665-ben háborúba keveredett Elámmal is, és nagy győzelmet arattak az elámi–kháldeus–arámi szövetség felett, még Szúzát is elfoglalták. Csakhogy a kimmerek i. e. 654-ben elfoglalták Szardeiszt, Lüdia fővárosát, és Asszíria ellen készültek. Ugyanakkor Urartu is felkelést tervezett, de végül Samas-sum-ukín, a babiloni helytartó lázadt fel bátyja ellen. Ebbe a lázadásba bevonta a babiloni nemességet, az arámiakat, a kháldeusokat, Elámot, Egyiptomot és a médeket is. Ekkor Asszíria még minden fronton nyerő pozícióban volt. Két szövetségese, Moáb és a szkíták délen és északon segítettek be. Hérodotosz szerint Phraortész megtámadta Ekbatanát, de egy Assur-bán-aplival vívott ütközetben meghalt, ami ahhoz vezetett, hogy a médek felett a szkíták vették át a hatalmat 28 évre.